# Cẩm Vân (xã)
Cẩm Vân là một xã thuộc huyện Cẩm Thủy, tỉnh Thanh Hóa, Việt Nam.

## Địa lý
Xã Cẩm Vân là xã nằm ở cực nam của huyện Cẩm Thủy, bên hữu ngạn sông Mã, có vị trí địa lý:
- Phía đông giáp huyện Vĩnh Lộc
- Phía tây giáp xã Cẩm Tâm và xã Cẩm Yên
- Phía nam giáp huyện Yên Định
- Phía bắc giáp xã Cẩm Tân.

Xã Cẩm Vân có diện tích 14,96 km², dân số năm 2018 là 6.740 người, mật độ dân số đạt 451 người/km².

## Lịch sử
Sau năm 1954, xã Cẩm Vân thuộc huyện Cẩm Thủy.
Năm 1964, xã Cẩm Vân tách thành hai xã Cẩm Vân và Cẩm Yên. Xã Cẩm Vân sau khi chia tách và sát nhập một số thôn nhỏ, gồm có 8 thôn làng: Đồi Vàng, Tiên Lăng, Đồi Chông, Tường Yên, Quan Phác, Vân Quan, Vân Bằng và Vân Cát..
Cuối năm 2018, xã Cẩm Vân có diện tích 17,39 km², dân số là 7.734 người.
Ngày 16 tháng 10 năm 2019, Ủy ban Thường vụ Quốc hội ban hành Nghị quyết số 786/NQ-UBTVQH14 về việc sắp xếp các đơn vị hành chính cấp xã thuộc tỉnh Thanh Hóa (nghị quyết có hiệu lực từ ngày 1 tháng 12 năm 2019). Theo đó, sáp nhập 2,43 km² diện tích tự nhiên và 994 người của xã Cẩm Vân (gồm toàn bộ thôn Phác Lê) vào xã Cẩm Tân.
Sau khi điều chỉnh địa giới hành chính, xã Cẩm Vân còn lại 14,96 km² diện tích và 6.740 người. 98% là dân tộc Kinh.